# 日本海洋掘削
日本海洋掘削株式会社（にほんかいようくっさく、英: Japan Drilling Co.,Ltd.）は、海底石油・天然ガス田の試掘や生産井掘削を受託する企業である。ENEOSグループの企業であり、ENEOS Xploraの100%子会社。

## 主力製品・事業
- 海底石油・天然ガス田の試掘や生産井掘削受託
- 掘削装置（リグ）
- 子会社を通じた、地球深部探査船「ちきゅう」の運用

## 主要事業所
- 本社 - 東京都台東区柳橋1丁目4番5号 ザ・パークレックス浅草橋
- 第五白竜事業所 - C/o Unitrade, 602 Mercantile House 15 Kasturba Gandhi Marg New Delhi
- 第十白竜事業所 - C/ Santa Magdalena nº 72 - Entresuelo B 12500 Vinaroz, Valencia, Spain
- キッシュ事業所 - P.O.Box 17340, Jebel Ali, Dubai, U.A.E.
- シンガポール事務所 - Loyang Offshore Supply Base, Box No.5056, Loyang Crescent, SINGAPORE 508988

## 沿革
- 1968年（昭和43年）4月 - 東京都港区虎ノ門において日本海洋掘削株式会社設立。海外における石油・天然ガスの探鉱開発に関する掘削工事及およびこれに関連する諸工事を行うことを事業目的とする。
- 2009年（平成21年）12月 - 東京証券取引所1部上場。
- 2010年（平成22年）3月 - オランダ王国にJapan Drilling (Netherlands) B.V.（連結子会社）を設立。
- 2018年（平成30年）
  - 6月22日 - 東京地方裁判所に会社更生手続きの申し立てを行い、受理されたと発表した。負債総額は単体で約904億円、子会社のJDNが約321億円[1][2]。
  - 7月23日 - 東京証券取引所1部上場廃止[3]。
  - 7月25日 - 東京地方裁判所から会社更生手続開始決定を受ける[4]。
- 2019年（令和元年）10月31日 - 東京地方裁判所から会社更生計画認可を受ける[5]。
- 2022年（令和4年）9月30日 - 東京地方裁判所から会社更生手続終結決定を受ける[6]。
- 2023年（令和5年）4月27日 - 株式譲渡により、JX石油開発（後のENEOS Xplora）の完全子会社となる[7][8][9]。

## 主要関係会社

### 国内グループ企業
- 石油開発サービス株式会社
- 日本マントル・クエスト株式会社（「ちきゅう」の運用会社）